# اثر یتیم
اثر یتیم (انگلیسی: Orphan works) اثری نایاب که دورهٔ زمانی حق تکثیر آن به سر نرسیده است اما دارندهٔ این حق یا ناشناخته است یا در دسترس نیست.